# Тонганские языки
Тонганские языки — небольшая подгруппа языков, вместе с ядерно-полинезийскими образующая полинезийскую группу языков. В состав этой подгруппы входят по-крайней мере два языка: тонганский и ниуэ. Возможно, тонганским является также язык ниуафооу.